# 동래구 갑 (1971년 선거구)
동래구 갑은 대한민국의 옛 국회의원 선거구이다. 당시 부산시 동래구의 일부 지역을 관할했다.

## 역사
제8대 국회의원 선거를 앞두고 동래구 선거구가 갑, 을로 분구되면서 신설되었다.
제9대 국회의원 선거를 앞두고 동래구 갑, 동래구 을 선거구가 통합되면서 폐지되었다.

## 역대 국회의원
| 선거   | 정당 | 정당       | 의원   |
| ------ | ---- | ---------- | ------ |
| 1971년 |      | 민주공화당 | 양찬우 |

## 역대 선거 결과

### 대한민국 제8대 국회의원 선거
|  | 55.61% |

|  | 42.60% |

|  | 1.11% |

|  | 0.46% |

|  | 0.20% |